# Callitris monticola
Espèce
Classification phylogénétique
Statut de conservation UICN

 VU B1ab(ii,iii,v) : Vulnérable
Callitris monticola est une espèce de conifères de la famille des Cupressaceae originaire d'Australie. Il est considéré comme vulnérable à cause de la disparition de son habitat.

## Description
C'est un arbuste de 2,5 m de haut. Ses feuilles sont glauques, d'une longueur de 2,5 à 4 mm. Les cônes sont solitaires ou groupés, ovoïdes, de 15 à 25 mm de diamètre.

## Distribution et Ecologie
Il pousse principalement sur des sols granitiques, parfois sableux. Il est présent dans les États de New South Wales et du Queensland. 
Il supporte le froid jusqu'à une limite de température comprise entre -1°C et 4,4 °C.